# Чиччано
Чиччано (итал. Cicciano) — город в Италии, располагается в регионе Кампания, в провинции Неаполь.
Население составляет 12 360 человек (на 2004 г.), плотность населения составляет 1749 чел./км². Занимает площадь 7 км². Почтовый индекс — 80033. Телефонный код — 081.
Покровителем коммуны почитается святой Барбат из Беневенто. Праздник ежегодно празднуется 19 февраля.